# Амар Узеган
Амар Узеган (араб. عمار أوزقان‎);
15 марта 1912, Алжир  - 5 марта 1981, Алжир)  — алжирский политический и государственный деятель, деятель рабочего и коммунистического движения Алжира 
, позже националист, исламист.

## Биография
Родился в бедной крестьянской кабильской семье. Изучал коран, бросил школу в 13-летнем возрасте, работал продавцом газет, телеграфистом, почтальоном. Стал членом профсоюза, в 1930 году вступил в Молодежное коммунистическое движение Франции.
С 1934 года – секретарь алжирского филиала Французской коммунистической партии.
В 1935 году был делегатом на VII конгрессе  Коммунистического интернационала.
В 1936 году избран членом ЦК, один из лидеров Алжирской коммунистической партии. Был редактором коммунистического еженедельника Luttes sociales.
После заключения Договора о ненападении между Германией и Советским Союзом вышел из АКП, но после начала Второй Мировой войны был восстановлен в партии. Преследовался властями, был интернирован с 1940 по 1943 год. В 1944 году стал первым секретарем компартии Алжира.
Участник Фронта национального освобождения Алжира.
30 декабря 1947 года был исключен из партии за свои националистические позиции. После исключения из партии он присоединился к алжирскому национальному движению.
С апреля 1958 до октября 1962 года находился в тюрьме. В 1962 году Узеган опубликовал работу Le meilleur Combat («Лучшая борьба»), написанную во время его заключения в тюрьме . Le meilleur Combat - это подробный обзор его разрыва с коммунизмом и принятия националистической политической линии. Узеган выступал за слияние социалистического и исламского мышления. Узеган считал, что ислам представляет собой революционное социал‑демократическое учение и что религия и вооружённая борьба необходимы для противостояния империализму. Он писал:

... несовместимость ислама и социализма - ложный образ марксистской теории. Их сосуществование отражает социально-экономическую реальность и выражает определённое соотношение сил внутри слаборазвитых стран.

... Нам нужен новый вид джихада , чтобы добиться алжирской революции, торжества национальной демократии, завоевания социальной справедливости.
После обретения независимости Алжира занимал несколько министерских постов в первом правительстве страны. В 1962-1964 годах работал министром сельского хозяйства, государственным министром,  в 1964–1965 годах был министром туризма.